# Gangsta Bitch Music, Vol. 2
Gangsta Bitch Music, Vol. 2 è il secondo mixtape della rapper statunitense Cardi B, pubblicato il 20 gennaio 2017 dalla KSR.

## Tracce
1. Bronx Season – 2:22 (Klenord Raphael, Delroy Ford, Anthony Jermaine White, Belcalis Almanzar)
2. Lick (feat. Offset) – 3:53 (Almanzar, Kiari Kendrell Cephus)
3. Hectic (feat. DJ Hardwerk) – 2:52 (Garry Anthony Williams, Raphael,  Philip Constable, Almanzar)
4. Leave That Bitch Alone (Skit) (feat. Justvlad) – 1:27 (Almanzar)
5. Leave That Bitch Alone – 2:47 (Raphael, Ford, White)
6. Rollin – 3:34 (Almanzar)
7. Back It Up (feat. Konshens e HoodCelebrityy) – 2:37 (Tina Pinnock, Garfield Spence, Almanzar)
8. Never Give Up (feat. Josh X) – 2:39 (Ricky Mears,  Luis Manuel Martinez Jr, Raphael, Ford,  Karl Alexis, Josh Xantus, Almanzar)
9. Pull Up – 2:42 (Raphael, Ford, Almanzar)
10. Pop Off (feat. Casanova) – 3:33 (Raphael, Ford, Almanzar, Caswell Senior)

## Classifiche
| Classifica (2017)         | Posizione massima |
| ------------------------- | ----------------- |
| Stati Uniti (Independent) | 25                |

## Riconoscimenti
- 2017 — Miglior Mixtape ai BET Hip Hop Awards[4]